# Dave Barry (Schauspieler)

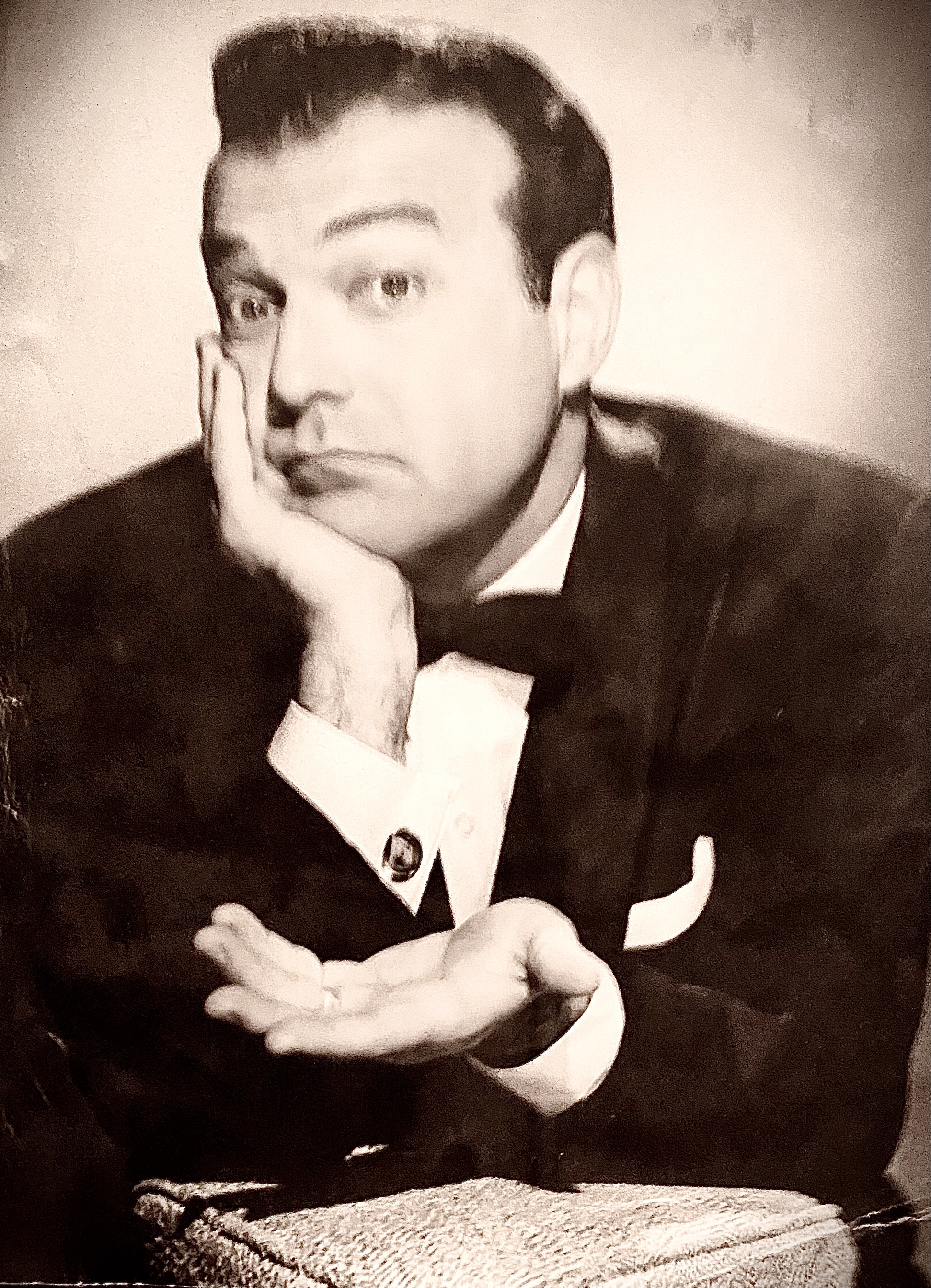
Dave Barry

Dave Barry (* 26. August 1918 in New York City; † 16. August 2001 in Beverly Hills, Kalifornien) war ein US-amerikanischer Schauspieler, Komiker sowie Moderator.

## Leben
Bereits als Jugendlicher begann Dave Barry seine Karriere beim Radio, und obwohl er später auch in anderen Bereichen des Showbusiness arbeitete, blieb er dem Radio für den Rest seiner Laufbahn immer verbunden. Ende der 1930er-Jahre war er erstmals als Sprecher von Zeichentrickfilmen in der Filmbranche aktiv, etwa für Disneys Silly-Symphonies-Reihe, die zahlreiche damalige Hollywoodstars parodierte. Barry imitierte in diesen Zeichentrickfilmen die Stimmen von diversen Filmstars, am bekanntesten ist wohl seine Imitation von Humphrey Bogart in gleich drei Filmen. Für Capitol Records sprach er außerdem Rollen in beliebten Zeichentrickserien wie Bugs Bunny, Merrie Melodies, Pink Panther und Popeye.
Ab den 1940er-Jahren begann Barry zunehmend auch mit seinem Körper als Schauspieler vor der Kamera zu stehen, wobei sein Erfolg allerdings eher  bescheiden blieb. 1948 hatte er eine kleine Rolle neben der damals noch unbekannten Marilyn Monroe im B-Movie Ich tanze in dein Herz. Elf Jahre später sollte er erneut neben Monroe in seiner heute wohl bekanntesten Rolle spielen: Als Mr. Beinstock, der überforderte Manager einer Damenkapelle, im Komödienklassiker Manche mögen’s heiß von Billy Wilder. Barry stand zudem über Jahrzehnte als Komiker und Entertainer auf verschiedenen Theater- und Showbühnen. In Las Vegas arbeitete er zum Beispiel über viele Jahre mit Wayne Newton zusammen.
Die Fernsehserie Die liebestollen Stewardessen beschloss Barrys Leinwandkarriere im Jahre 1978. Mit seiner Frau Virginia war er bis zu seinem Tod verheiratet, sie hatten vier Söhne und eine Tochter. Er starb zehn Tage vor seinem 83. Geburtstag an einer Krebserkrankung.

## Filmografie (Auswahl)
- 1937: Schweinchen Dick's Straßenrennen (Porky's Road Race; Kurzfilm, Stimme)
- 1938: Mother Goose Goes Hollywood (Kurzfilm, Stimme)
- 1941: Hollywood Steps Out (Kurzfilm, Stimme)
- 1947: It's a Great Old Nug (Kurzfilm, Stimme)
- 1948: Ich tanze in dein Herz (Ladies of the Chorus)
- 1950: Vogel im Frack (8 Ball Bunny; Kurzfilm, Stimme)
- 1955: High Society
- 1957: Wem die Sterne leuchten (Four Girls in Town)
- 1957: Dezernat M (M Squad; Fernsehserie, Folge The Specialists)
- 1958: Die Stimme im Spiegel (Voice in the Mirror)
- 1958: Pre-Hysterical-Hare (Kurzfilm, Stimme)
- 1959: Manche mögen’s heiß (Some Like It Hot)
- 1961: Polizeirevier 87 (87th Precinct)
- 1966: Get Smart (Fernsehserie, Folge Double Agent)
- 1966: Sag niemals ja (Spinout)
- 1968: Die Monkees (The Monkees; Fernsehserie, Folge Monkees Chow Mein)
- 1969: The Deadwood Thunderball (Kurzfilm, Stimme)
- 1976: How to Seduce a Woman
- 1976/1977: Die Zwei mit dem Dreh (Fernsehserie, 2 Folgen)
- 1978: Die liebestollen Stewardessen (Flying High; Fernsehserie, Folge High Rollers)